# حزب الله السوري
حزب الله السوري هو فرع لحزب الله اللبناني في سوريا. هي مجموعة مقاتلين تدعم بشار الأسد في الحرب الأهلية السورية.

## الأنشطة
تعمل قوات حزب الله السوري في مناطق حساسة في سوريا مثل دمشق ودرعا وحلب والقنيطرة وحماية مناطق الشيعة السوريين ومرقد السيدة زينب.